# Episacus pilosicollis
Episacus pilosicollis là một loài bọ cánh cứng trong họ Cerambycidae.